# Kreis Harju
Der Kreis Harju (estnisch Harju maakond oder Harjumaa, deutsch Harrien) ist ein Landkreis (maakond) in Estland. Hier lebt fast die Hälfte der estnischen Bevölkerung.

## Geografie
Der Kreis Harju, zu dem auch Estlands Hauptstadt Tallinn gehört, liegt an der Südküste des Finnischen Meerbusens und grenzt an die Kreise Lääne im Südwesten, Rapla und Järva im Süden und Lääne-Viru im Osten.

## Geschichte
Im Mittelalter war diese Landschaft als Harrien bekannt, wechselte von dänischem in den Besitz des Deutschen Ordens und gelangte schließlich unter schwedische Herrschaft. Die Harrisch-Wierische Ritterschaft, eine Vorgängerin der Estländischen Ritterschaft, wurde hier gegründet.

## Städte und Gemeinden
Der Kreis Harju setzt sich seit der Verwaltungsreform 2017 aus vier Städten und 12 Landgemeinden zusammen:

### Städte
- Tallinn (Reval)
- Keila (Kegel)
- Loksa
- Maardu

### Gemeinden

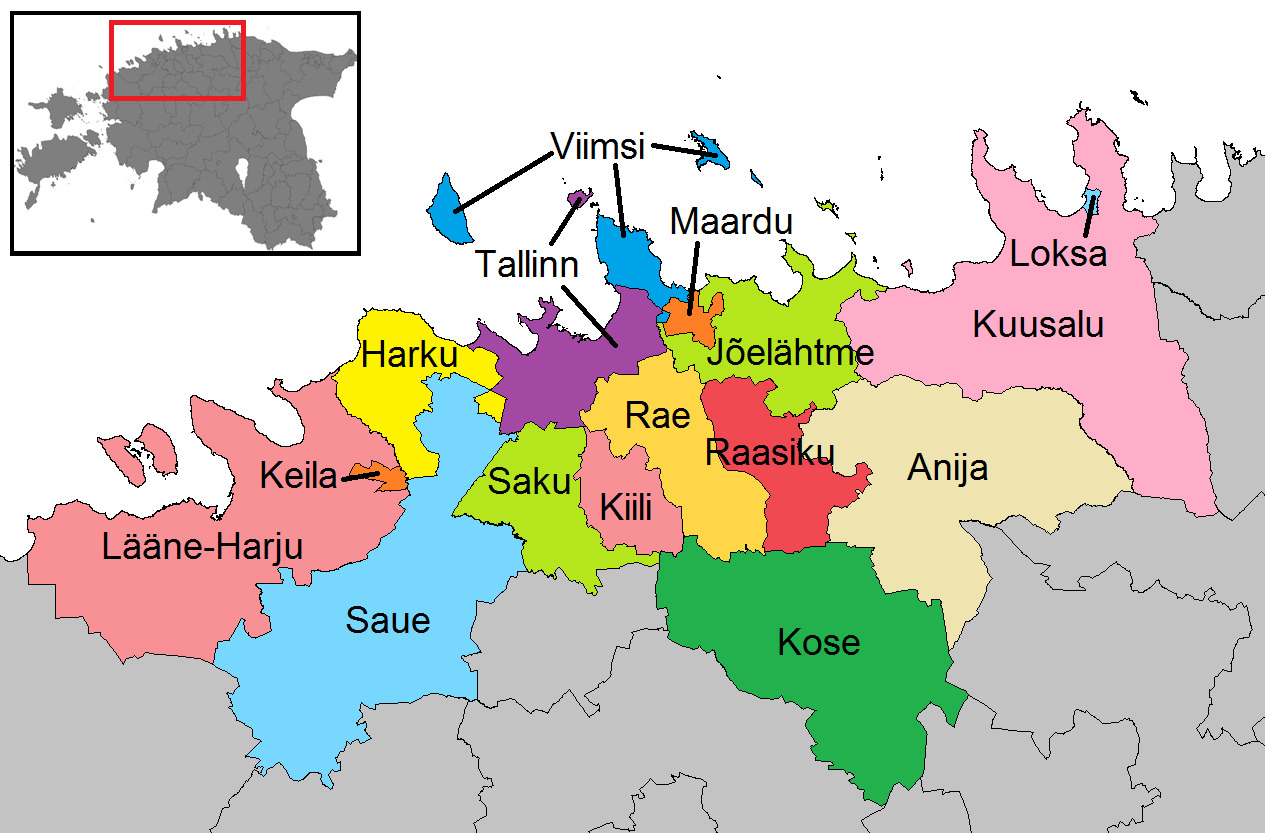
Städte und Landgemeinden im Kreis Harju

- Anija (Annia)
- Harku (Hark)
- Jõelähtme (Jegelecht)
- Kiili
- Kose (Kosch)
- Kuusalu (Kusal)
- Lääne-Harju (West-Harrien)
- Raasiku (Rasik)
- Rae (Johannishof)
- Saku (Sack)
- Saue
- Viimsi

### Gemeindegliederung vor 2017

#### Städte
- Keila (Kegel)
- Loksa
- Maardu
- Paldiski (Baltischport, Rogervik)
- Saue
- Tallinn (Reval)

#### Gemeinden
- Aegviidu (Charlottenhof)
- Anija (Annia)
- Harku (Hark)
- Jõelähtme (Jegelecht)
- Keila
- Kernu (Kirna)
- Kiili
- Kose (Kosch)
- Kuusalu (Kusal)
- Nissi
- Padise (Padis)
- Raasiku (Rasik)
- Rae (Johannishof)
- Saku (Sack)
- Saue
- Vasalemma (Wassalem)
- Viimsi

## Galerie

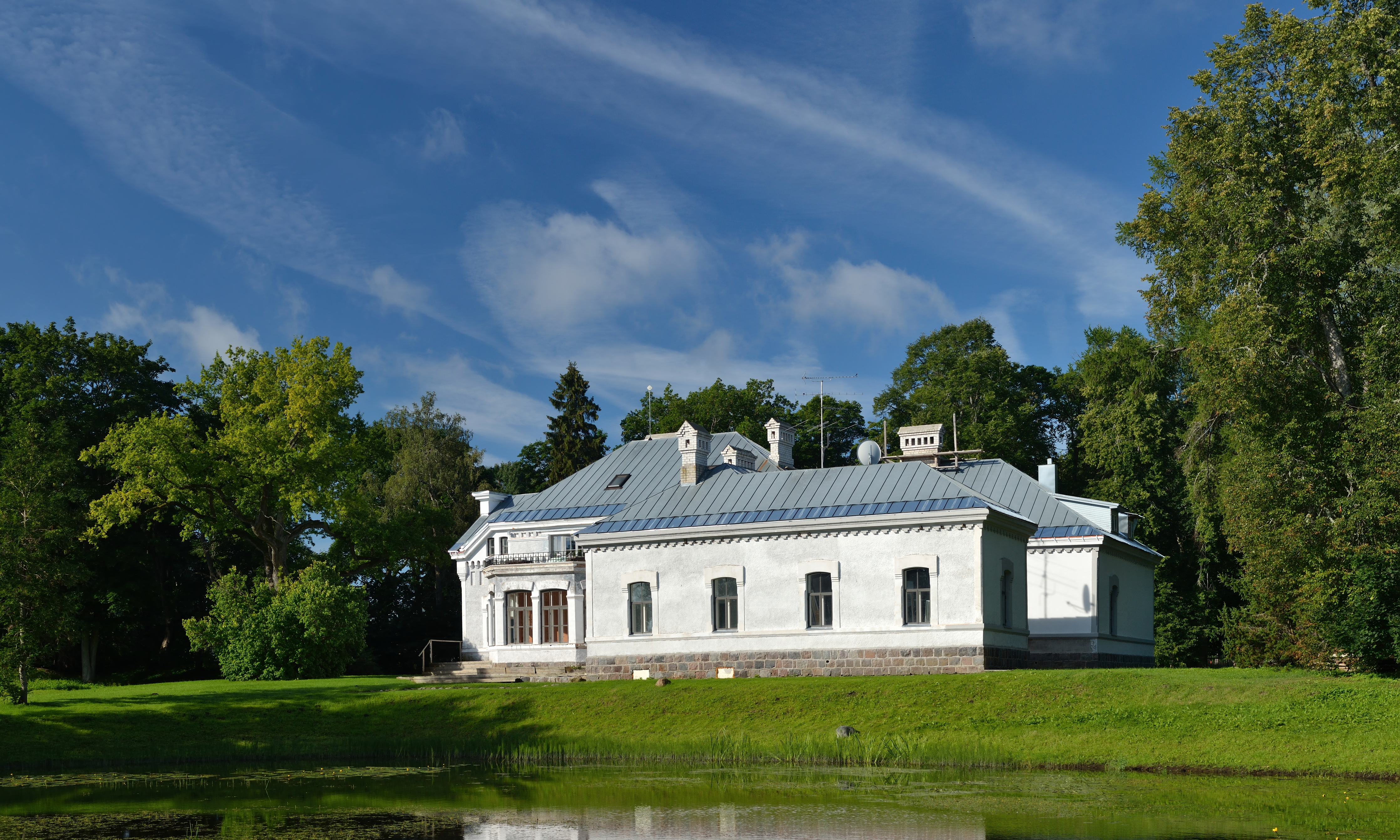
Herrenhaus in Kiviloo, Gemeinde Raasiku
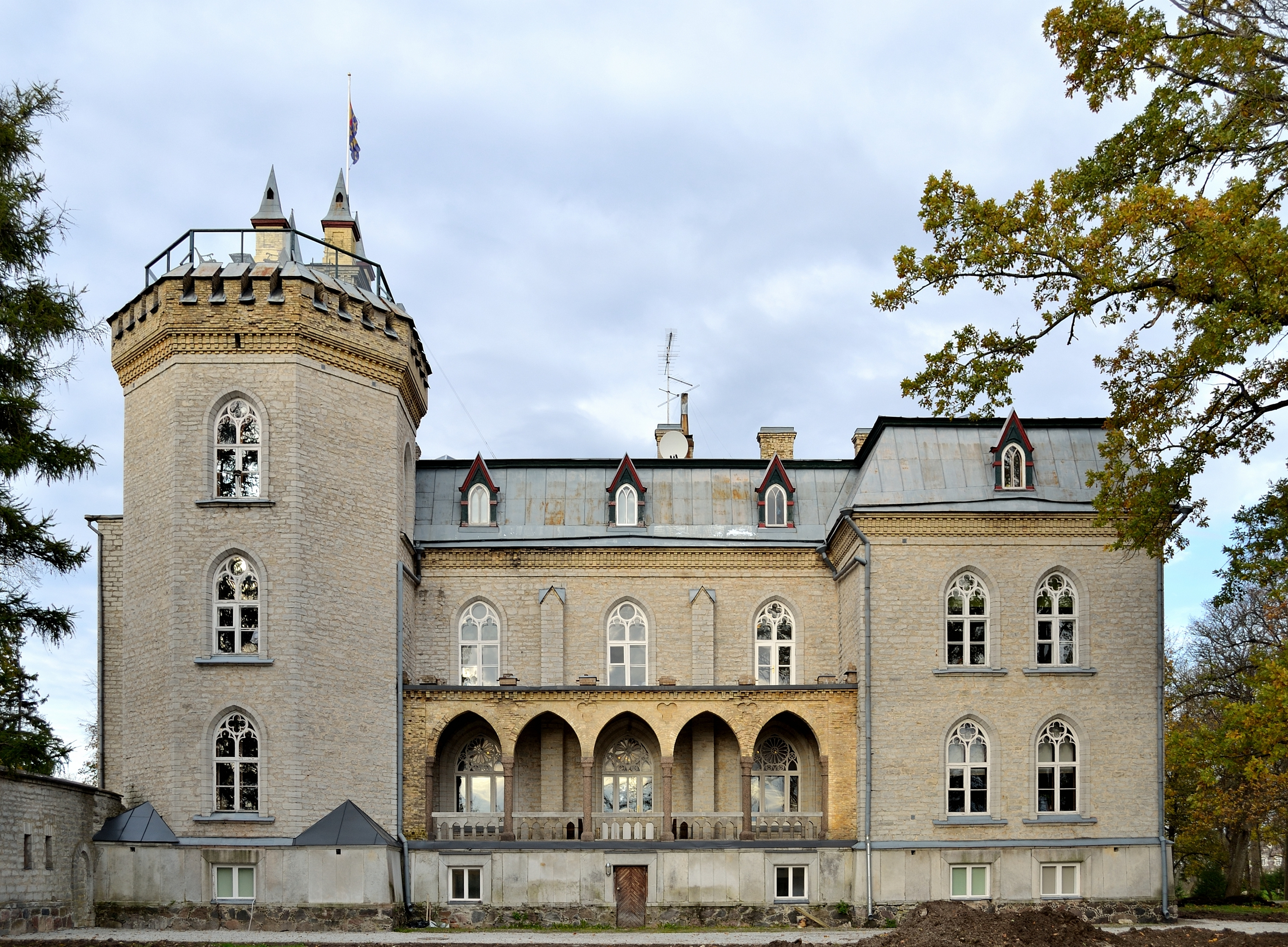
Herrenhaus in Laitse, Gemeinde Kernu
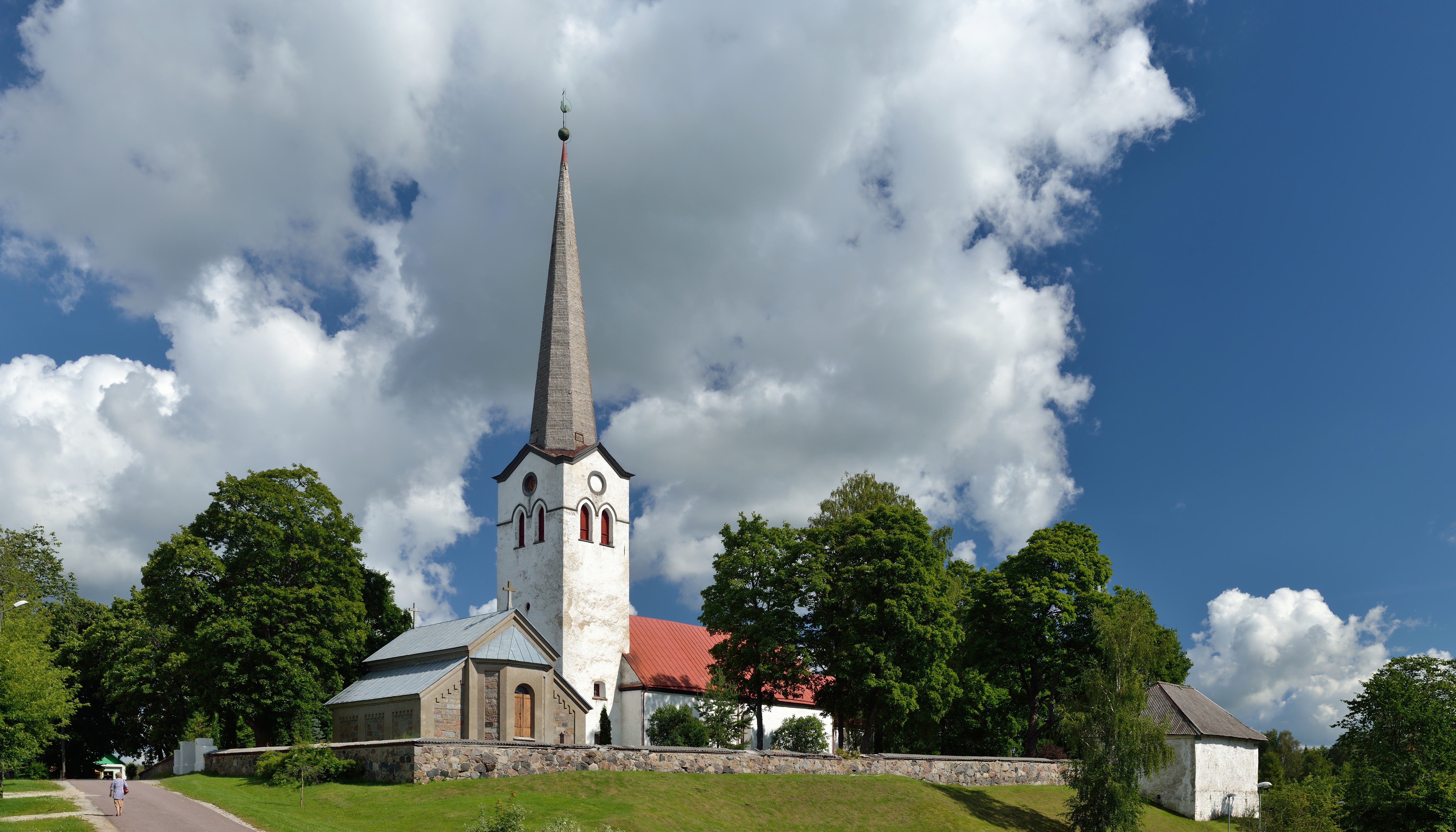
Kirche in Kose
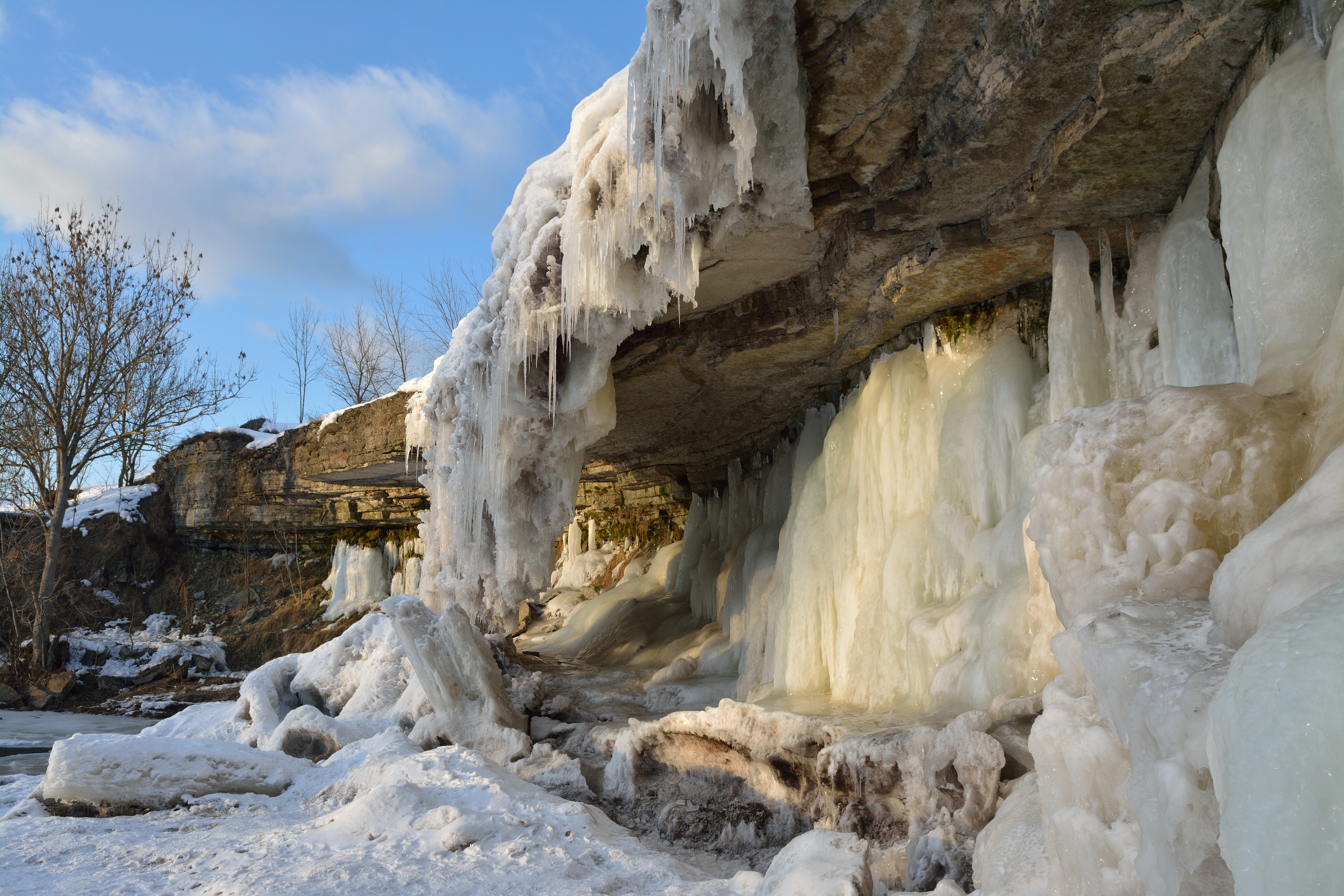
Jägala-Wasserfall, Gemeinde Jõelähtme